# Kassite
Le kassite était la langue parlée par les Kassites dans les montagnes du Zagros au sud-est de la Mésopotamie, du XVIIIe au IVe siècle av. J.-C. Du XVIe au XIIe siècle av. J.-C., les rois d'origine kassite ont régné sur le royaume de Babylone avant d'être renversés par les Élamites.
Les traces de la langue kassite sont rares : parmi elles un dictionnaire kassite-akkadien contenant des termes agricoles et techniques, les noms de couleurs, etc., et des listes de noms de personnes, les noms des divinités et des chevaux. Le manque de textes kassites rend la reconstruction de la grammaire kassite impossible à l'heure actuelle.
Le kassite n'était pas lié aux langues sémitiques ; une relation avec l'élamite reste douteuse. Par contre, une relation ou appartenance à la famille des langues hourro-urartéennes a été suggérée, basée sur un certain nombre de mots.
Les morphèmes ne sont pas connus ; les mots buri (« dirigeant ») et burna (« protégée ») ont probablement la même racine.